# United States Basketball League 2001
La stagione USBL 2001 fu la sedicesima  della United States Basketball League. Parteciparono 10 squadre divise in due gironi.
Rispetto alla stagione precedente si aggiunse una nuova franchigia, i Maryland Mustangs. I Gulf Coast SunDogs si trasferirono a Lakeland, rinominandosi Lakeland Blue Ducks. I New Jersey Shorecats e i Washington Congressionals si sciolsero.

## Squadre partecipanti
- Atl. City Seagulls
- Brooklyn Kings
- Dodge City Legend
- Florida S. Dragons
- Kansas Cagerz
- Lakeland B. Ducks
- Long Island Surf
- Maryland Mustangs
- Oklahoma Storm
- Penn. ValleyDawgs

## Classifiche

### Northern Division
| Squadra                    | V  | P  | %    | GB  |
| -------------------------- | -- | -- | ---- | --- |
| Maryland Mustangs          | 19 | 11 | 63,3 | -   |
| Pennsylvania ValleyDawgs C | 18 | 12 | 60,0 | 1   |
| Long Island Surf           | 13 | 16 | 44,8 | 5,5 |
| Brooklyn Kings             | 12 | 17 | 41,4 | 6,5 |
| Atlantic City Seagulls     | 0  | 28 | 0,0  | 18  |

### Southern Division
| Squadra             | V  | P  | %    | GB |
| ------------------- | -- | -- | ---- | -- |
| Oklahoma Storm      | 20 | 10 | 66,7 | -  |
| Kansas Cagerz       | 18 | 12 | 60,0 | 2  |
| Florida Sea Dragons | 18 | 12 | 60,0 | 2  |
| Dodge City Legend   | 15 | 15 | 50,0 | 5  |
| Lakeland Blue Ducks | 15 | 15 | 50,0 | 5  |

## Play-off

### Quarti di finale
| Bethlehem 29 giugno 2001, ore 11:30                  | Long Island Surf | 122 – 114   | Oklahoma Storm | Stabler Arena |
| \| \| \| \| \| Edwards 29 \| Punti \| 29 Harrison \| |                  |             |                |               |
|                                                      |                  |             |                |               |
| Edwards 29                                           | Punti            | 29 Harrison |                |               |

| Bethlehem 29 giugno 2001, ore 14:00                | Dodge City Legend | 109 – 106 (22-33, 47-61, 75-89) | Maryland Mustangs | Stabler Arena |
| \| \| \| \| \| Phillips 28 \| Punti \| 23 Banks \| |                   |                                 |                   |               |
|                                                    |                   |                                 |                   |               |
| Phillips 28                                        | Punti             | 23 Banks                        |                   |               |

| Bethlehem 29 giugno 2001, ore 16:30                    | Lakeland Blue Ducks | 124 – 119 (?, 60-52, 92-87) | Kansas Cagerz | Stabler Arena |
| \| \| \| \| \| Cross 26 \| Punti \| 27 Lewis, Young \| |                     |                             |               |               |
|                                                        |                     |                             |               |               |
| Cross 26                                               | Punti               | 27 Lewis, Young             |               |               |

| Bethlehem 29 giugno 2001, ore 19:00                    | Pennsylvania ValleyDawgs | 106 – 93 (26-19, 51-46, 83-65) | Florida Sea Dragons | Stabler Arena (1.051 spett.) |
| \| \| \| \| \| Pierre-Louis 21 \| Punti \| 20 Young \| |                          |                                |                     |                              |
|                                                        |                          |                                |                     |                              |
| Pierre-Louis 21                                        | Punti                    | 20 Young                       |                     |                              |

### Semifinali
| Bethlehem 30 giugno 2001, ore 16:30 | Dodge City Legend | 95 – 79 | Lakeland Blue Ducks | Stabler Arena |

| Bethlehem 30 giugno 2001, ore 19:00                    | Pennsylvania ValleyDawgs | 118 – 99 | Long Island Surf | Stabler Arena |
| \| \| \| \| \| Fields, Reid 23 \| Punti \| 18 Young \| |                          |          |                  |               |
|                                                        |                          |          |                  |               |
| Fields, Reid 23                                        | Punti                    | 18 Young |                  |               |

### Finale
| Bethlehem 1º luglio 2001, ore 17:00                       | Pennsylvania ValleyDawgs | 100 – 91 (?, 54-44, ?) | Dodge City Legend | Stabler Arena (1.241 spett.) |
| \| \| \| \| \| Pierre-Louis 24 \| Punti \| 21 Phillips \| |                          |                        |                   |                              |
|                                                           |                          |                        |                   |                              |
| Pierre-Louis 24                                           | Punti                    | 21 Phillips            |                   |                              |

### Tabellone
|  | Quarti di finale | Quarti di finale | Quarti di finale |              |              | Semifinali   | Semifinali | Semifinali |  |  | Finale | Finale | Finale |  |
|  |                  |                  |                  |              |              |              |            |            |  |  |        |        |        |  |
|  | 1                | Oklahoma         | 0                |              |              |              |            |            |  |  |        |        |        |  |
|  | 1                | Oklahoma         | 0                |              |              |              |            |            |  |  |        |        |        |  |
|  | 8                | Long Island      | 1                |              |              |              |            |            |  |  |        |        |        |  |
|  | 8                | Long Island      | 1                |              | 8            | Long Island  | 0          |            |  |  |        |        |        |  |
|  |                  |                  |                  |              | 8            | Long Island  | 0          |            |  |  |        |        |        |  |
|  |                  |                  | 4                | Pennsylvania | 1            |              |            |            |  |  |        |        |        |  |
|  | 5                | Florida          | 4                | Pennsylvania | 1            | 0            |            |            |  |  |        |        |        |  |
|  | 5                | Florida          |                  |              |              |              |            |            |  |  |        |        |        |  |
|  | 4                | Pennsylvania     | 1                |              |              |              |            |            |  |  |        |        |        |  |
|  | 4                | Pennsylvania     | 1                |              | Pennsylvania | Pennsylvania | 1          |            |  |  |        |        |        |  |
|  |                  |                  |                  |              |              |              |            |            |  |  |        |        |        |  |
|  |                  |                  | Dodge City       | Dodge City   | 0            |              |            |            |  |  |        |        |        |  |
|  | 3                | Kansas           | Dodge City       | Dodge City   | 0            | 0            |            |            |  |  |        |        |        |  |
|  | 3                | Kansas           |                  |              |              |              |            |            |  |  |        |        |        |  |
|  | 6                | Lakeland         | 1                |              |              |              |            |            |  |  |        |        |        |  |
|  | 6                | Lakeland         | 1                |              | 6            | Lakeland     | 0          |            |  |  |        |        |        |  |
|  |                  |                  |                  |              | 6            | Lakeland     | 0          |            |  |  |        |        |        |  |
|  |                  |                  | 7                | Dodge City   | 1            |              |            |            |  |  |        |        |        |  |
|  | 7                | Dodge City       | 7                | Dodge City   | 1            | 1            |            |            |  |  |        |        |        |  |
|  | 7                | Dodge City       |                  |              |              |              |            |            |  |  |        |        |        |  |
|  | 2                | Maryland         | 0                |              |              |              |            |            |  |  |        |        |        |  |

## Vincitore
| Campione USBL 2001                   |
| ------------------------------------ |
| Pennsylvania ValleyDawgs (1º titolo) |

## Statistiche
| Categoria             | Giocatore        | Squadra                  | Stat |
| --------------------- | ---------------- | ------------------------ | ---- |
| Punti per gara        | Jermaine Walker  | Lakeland Blue Ducks      | 27,5 |
| Rimbalzi per gara     | Johnny Jackson   | Kansas Cagerz            | 12,0 |
| Assist per gara       | Jermaine Jackson | Kansas Cagerz            | 9,6  |
| Palle rubate per gara | Dominic Young    | Kansas Cagerz            | 3,5  |
| Stoppate per gara     | Johnny Tyson     | Oklahoma Storm           | 3,7  |
| FG%                   | Lorenzo Coleman  | Dodge City Legend        | 65,2 |
| FT%                   | Darren Little    | Pennsylvania ValleyDawgs | 87,8 |
| 3FG%                  | Ty Mack          | Long Island Surf         | 52,1 |

## Premi USBL
- USBL Player of the Year: Aubrey Reese, Oklahoma Storm
- USBL Coach of the Year: Robert Parish, Maryland Mustangs
- USBL Rookie of the Year: George Evans, Maryland Mustangs
- USBL Executive of the Year: Mike Sweet, Pennsylvania ValleyDawgs
- USBL Postseason MVP: Frantz Pierre-Louis, Pennsylvania ValleyDawgs e Ace Custis, Pennsylvania ValleyDawgs
- All-USBL First Team
  - Aubrey Reese, Oklahoma Storm
  - Jermaine Jackson, Kansas Cagerz
  - George Evans, Maryland Mustangs
  - Andre Perry, Florida Sea Dragons
  - Jermaine Walker, Lakeland Blue Ducks
- All-USBL Second Team
  - Kareem Reid, Pennsylvania ValleyDawgs
  - Dominick Young, Kansas Cagerz
  - Kelvin Price, Dodge City Legend
  - Gregory Springfield, Brooklyn Kings
  - Johnny Jackson, Kansas Cagerz
- USBL All-Defensive Team
  - Charles Macon, Atlantic City Seagulls
  - Johnny Jackson, Kansas Cagerz
  - Dominick Young, Kansas Cagerz
  - Johnny Tyson, Oklahoma Storm
  - Tim Winn, Pennsylvania ValleyDawgs
- USBL All-Rookie Team
  - Chris Bacon, Atlantic City Seagulls
  - Joe Adkins, Oklahoma Storm
  - Jody Lumpkin, Pennsylvania ValleyDawgs
  - Reggie Jessie, Brooklyn Kings
  - Gregory Springfield, Brooklyn Kings
  - George Evans, Maryland Mustangs